# Villa Knittl (Feldafing)

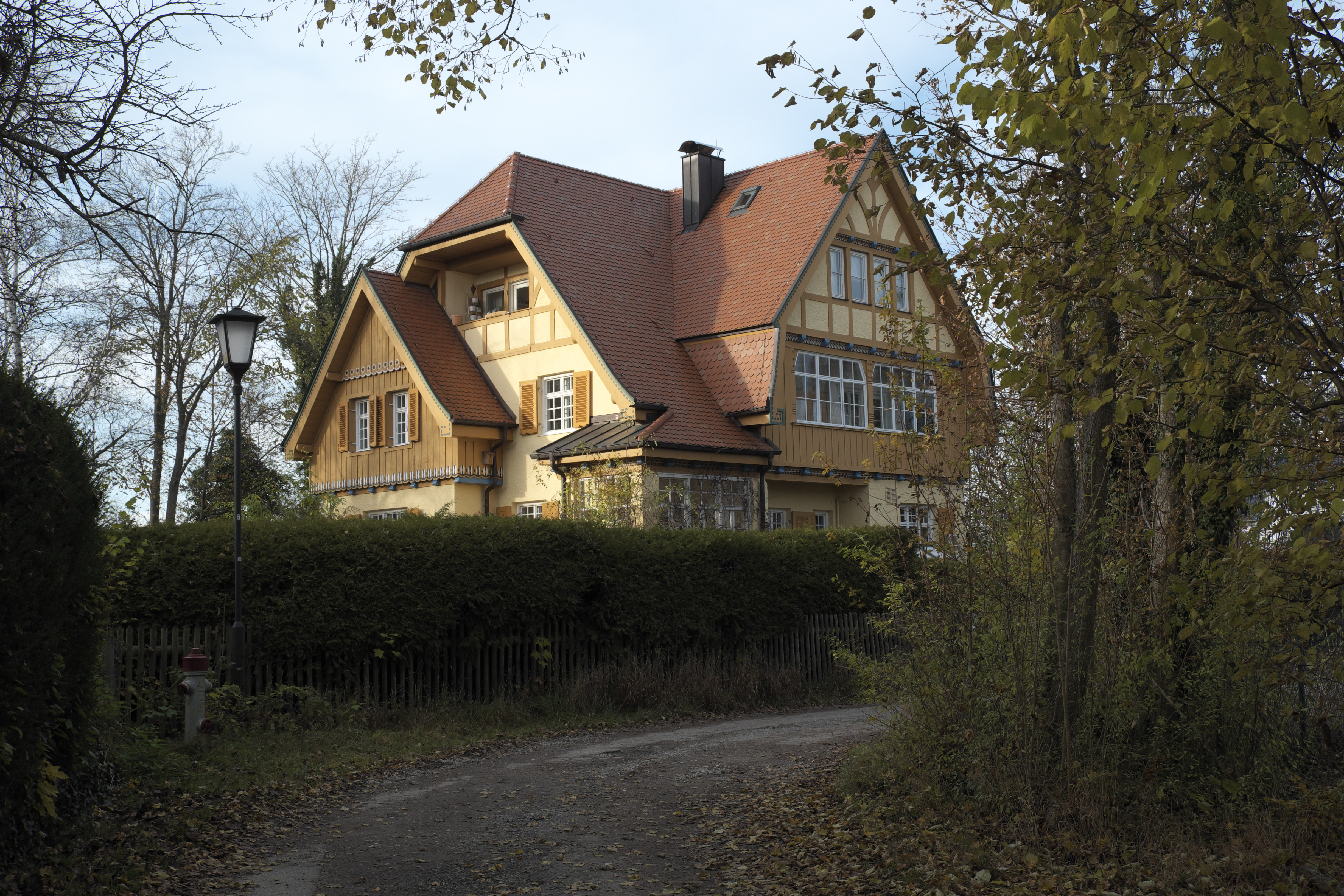
Villa Knittl in Feldafing

Die Villa Knittl in Feldafing, einer Gemeinde im oberbayerischen Landkreis Starnberg, wurde 1909 errichtet. Die Villa an der Rat-Jung-Straße 22 ist ein geschütztes Baudenkmal.

## Geschichte
Der eingeschossige Schopfwalmdachbau im Reformstil mit Risaliten und teils mit Fachwerkgiebel wurde vom Baumeister Engelbert Knittl (1882–1963) errichtet. Er ist der jüngste Bruder von Xaver Knittl (1873–1933), der das Baugeschäft des Vaters Josef Knittl in Tutzing weiterführte. Engelbert Knittl übernahm 1907 in Feldafing das Baugeschäft des bekannten Feldfinger Baumeisters Johann Biersack (1840–1907). Die Villa Knittl in Feldafing erbaute sich Engelbert Knittl als Familiensitz. Sie hat viel Ähnlichkeit mit der denkmalgeschützten Villa Knittl in Tutzing, die sein Bruder Xaver um 1900 vom Vater übernahm und erweiterte.